# Carmenta mariona
Carmenta mariona is een vlinder uit de familie wespvlinders (Sesiidae), onderfamilie Sesiinae.
Carmenta mariona is voor het eerst wetenschappelijk beschreven door Beutenmüller in 1900. De soort komt voor in het Nearctisch gebieden het  Neotropisch gebied.